# هونتشون
هونتشون (بالصينية: 珲春市) هي مدينة على مستوى مقاطعة، في الصين، تقع في يانبيان، وجيلين، بلغ عدد سكانها 225,454 نسمة وذلك حسب إحصائيات سنة 2010، تبلغ مساحتها 5,145 كيلومتر مربع، رمزها البريدي هو 133300.

## مدن توأم
المدن التوأم:
- ساكايميناتو، توتوري
- جيجو.